# Black Country Rock
Black Country Rock är en låt av David Bowie som finns med på hans album The Man Who Sold the World från 1970 och är B-sida till Holy Holy från 1971